# Euroazijska ekonomska zajednica
Euroazijska ekonomska zajednica (EAEC ili EurAsEC) potječe iz Zajednice Neovisnih Država (ZND) carinske unije između Bjelorusije, Rusije i Kazahstana osnovane 29. ožujka 1996.
Ugovor o osnivanju Euroazijske ekonomske zajednice potpisan je 10. listopada 2000., u glavnom gradu Kazahstana Astani, potpisnici ugovora su bili predsjednici Bjelorusije Aleksandar Lukašenko, Kazahstana Nursultan Nazarbajev, Kirgistana Askar Akajev, Rusije Vladimir Putin i Tadžikistana Emomali Rahmon. 7. listopada 2005. odlučeno je između država članica da im se pridruži Uzbekistan. Sloboda kretanja se provodi među članicama (bez viza). Zajednički ekonomski prostor je pokrenut 1. siječnja 2010.
Euroazijska ekonomska zajednica ukinuta je 1. siječnja 2015. godine kako bi nastao Euroazijski gospodarski savez.

## Članice
- Bjelorusija
- Kazahstan
- Kirgistan
- Rusija
- Tadžikistan
- Uzbekistan (suspendiran)[4]

Promatrači
- Armenija
- Moldavija
- Ukrajina

## Vanjske poveznice
- Euroazijska ekonomska zajednica